# Michal Šulla
Michal Šulla (Myjava, 15 luglio 1991) è un calciatore slovacco, portiere dell'Inter Bratislava.

## Palmarès

### Club

#### Competizioni nazionali
- Coppa di Slovacchia: 3

Slovan Bratislava: 2017-2018, 2019-2020, 2020-2021
- Campionato slovacco: 5

Slovan Bratislava: 2018-2019,  2019-2020, 2020-2021, 2021-2022, 2022-2023